# زواج المثليين في فيراكروز
لا يزال زواج المثليين غير قانونيا في الولاية المكسيكية فيراكروز. في 28 مايو 2020، أقر كونغرس فيراكروز قانون مساكنة محايد جندريا يمنح الشركاء المتساكنين، بغض النظر عن الجنس والتوجه الجنسي، جميع حقوق والتزامات الزواج بما في ذلك التبني.

## التاريخ

### الصياغة الدستورية
لا يحظر دستور فيراكروز صراحة زواج المثليين، كما أنه لا يعترف بها صراحة. ينص الدستور على أن «الولاية ستعمل على تهيئة الظروف اللازمة للتمتع الكامل بالحرية والمساواة والأمن وعدم التمييز بين الناس»، مضيفًا أن الولاية تحترم خصوصية الأسرة.

### الاجراءات التشريعية
في مارس 2014، قدم النائب كواوتيموك بولا مبادرة لقانون الشراكة المدنية، ولكن لم يتم اتخاذ أي إجراء تشريعي. نظرًا لعدم اتخاذ إجراء بشأن مشروع قانون الشراكة المدنية، قدم كواوتيموك بولا إلى الكونغرس في 31 يوليو 2014 مبادرة لتعديل المادة 75 من القانون المدني لتشريع زواج المثليين. في سبتمبر 2014، أكد بولا أن مشروع القانون لا يزال في انتظار المراجعة من قبل اللجان.
في أبريل 2015، مرتكزا على خيبة أمله من تعثر مشروع قانون الشراكة المدنية، أعلن رئيس لجنة حقوق الإنسان في فيراكروز، عن نيته تسليم الكونغرس مشروع قانون جديد لتشريع زواج المثليين. في يوليو 2016، قدمت النائبة مونيكا روبلز باراخاس (عن حزب الخضر البيئي المكسيكي) مبادرة أخرى لتشريع زواج المثليين. شهدت هذه المقترحات تقدمًا تشريعيًا ضئيلًا للغاية، بسبب معارضة حزب العمل الوطني.
في أبريل 2017، أعلن السجل المدني لمدينة خالابا دعمه لزواج المثليين. في يوليو 2018، كواحد من الإجراءات الأخيرة قبل مغادرة المنصب، قدم حزب العمل الوطني اقتراحًا إلى كونغرس فيراكروز لحظر زواج المثليين صراحة في دستور الولاية. ولكنه فشل في تمريره، مع تصويت 32 نائبا لصالحه و 10 نائبا ضده و 2 غياب (32-10-2). إذ احتاج إلى 33 صوتًا لتمريره، وبالتالي فشل في المرور بسبب تصويت واحد ناقص. وأسفرت الانتخابات العامة المكسيكية في يونيو 2018 عن فوز حركة التجديد الوطنية بأغلبية المقاعد التشريعية ومنصب حاكم الولاية.

### قانون المساكنة
في 28 مايو 2020، وخلف الأبواب المغلقة بسبب جائحة فيروس كورونا، أقر كونغرس فيراكروز مشروع قانون المساكنة، بتصويت 35 صوتا لصالح مقابل 12 صوتا ضد (35-12). يمنح القانون الشركاء المتساكنين، سواء الشركاء المغايرين أو الشركاء المثليين، نفس الحقوق والمزايا والالتزامات التي يتمتع بها المتزوجون. دخل القانون حيز التنفيذ في 11 يونيو 2020، بعد توقيع الحاكم كويتلاهواك غارسيا خيمينيز. يحدد التشريع التعايش على النحو التالي:
- (بالإسبانية: El concubinato es la unión de hecho entre dos personas، sin queesenta un contato entre ellos، ambos se encuentren libres de matrimonio y que deciden compartir la vida para apoyarse mutuamente.)‏
- (باللغة العربية: المساكنة هو اتحاد بحكم الأمر الواقع بين شخصين، دون وجود عقد زواج بينهما، وكلاهما غير متزوجان وقررا تشارك الحياة لدعم بعضهما البعض).

| الحزب السياسي             | الأعضاء | لصالح | ضد | امتنع عن التصويت | غائب |
| ------------------------- | ------- | ----- | -- | ---------------- | ---- |
| حركة التجديد الوطنية      | 29      | 26    | 1  | 1                | 1    |
| حزب العمل الوطني          | 13      | 2     | 11 |                  |      |
| الحزب الثوري المؤسساتي    | 3       | 3     |    |                  |      |
| حركة مواطنون              | 2       | 2     |    |                  |      |
| حزب الثورة الديمقراطية    | 1       | 1     |    |                  |      |
| حزب الخضر البيئي المكسيكي | 1       | 1     |    |                  |      |
| حزب اللقاء الاجتماعي      | 1       |       |    | 1                |      |
| العدد الاجمالي            | 50      | 35    | 12 | 2                | 1    |

### الأمر التنفيذي
في 20 فبراير 2017، أصدر الحاكم ميغيل أنخيل يونس أمرًا تنفيذيًا يقنن زواج المثليين في الولاية. بعد أربعة أيام، في أعقاب احتجاجات الجماعات الكاثوليكية، ألغى الحاكم يونس الأمر. في وقت لاحق، أعلن النشطاء المثليين أنهم سيرفعون قضية محكمة لتشريع زواج المثليين في الولاية. في 20 يوليو 2017، تم رفع قضية ضد يونس وحظر الولاية لزواج المثليين أمام محكمة المنطقة الرابعة. في 7 نوفمبر 2017، أصدرت المحكمة حكمها في القضية، معلنة أن حظر الدولة على زواج المثليين غير دستوري. اقترحت بعض منظمات المثليين أن الحكم يشرع فعليًا زواج المثليين في الولاية، ولكن أعلن مسؤولي الولاية أنهم سيستمرون في تنفيذ حظر الزواج في الولاية.

### الأوامر القضائية
في فبراير 2014، تقدم شريكان مثليان بطلب للحصول على رخصة زواج في السجل المدني في إيرويكا فيراكروز. بعد رفض طلبهم، تقدما بطلب للحصول على أمر قضائي، والذي صدر في 22 يوليو 2014. على الرغم من الموافقة القضائية، رفض المسجل تحديد موعد حفل للزوجين. بعد تقديم أمرهم القضائي إلى المسجل في مدينة بوكا ديل ريو، تم تحديد موعد حفل الزفاف في 6 ديسمبر 2014. أقيم الحفل في السجل المدني، وتم الإعلان عن التخطيط لحفل زفاف مثلي آخر ثان.
في 29 يناير 2015، أُعلن أن زوجين مثليين قد فازا بأمر قضائي وأنهما سيتزوجان في الولاية في 4 أبريل 2015. كما أُعلن أن هناك 8 أوامر قضائية أخرى في الانتظار.
في 18 يونيو 2015، أفاد المسجل المدني لبلدية فيراكروز أن 4 أزواج مثليين طلبوا الزواج ولكن تم رفضهم. تم نصح الأزواج بتقديم أمر قضائي. في 16 مايو 2016، أعلنت منظمة المثليين المحلية «مجتمع خاروكوس» (بالإسبانية: Comunidad Jarochos)‏، أن الأزواج الأربعة تقدموا بأمر قضائي.
في 26 مايو 2016، مُنحت الأوامر القضائية لثلاثة أزواج مثليين آخرين (اثنان من الزوجات المثليات وزوج من المثليين)، مما رفع عدد الأوامر القضائية الممنوحة في الولاية إلى 7. تم إجراء 18 زواجا مثليا في فيراكروز بحلول أغسطس 2017.

## الرأي العام
وفقًا لمسح أجرته في عام 2018 أجراه المعهد الوطني للإحصاء والجغرافيا، عارض 54% من سكان فيراكروز زواج المثليين، وهو رابع أعلى نسبة في المكسيك.